# Alfa Chamaeleontis
Alfa Chamaeleontis (α Cha) – najjaśniejsza gwiazda w gwiazdozbiorze Kameleona. Jest odległa od Słońca o ok. 64 lata świetlne.

## Charakterystyka
Alfa Chamaeleontis to żółto-biały karzeł należący do typu widmowego F5. Jego temperatura to około 6770 K, świeci on 7,1 raza jaśniej niż Słońce i ma 2,3 raza większy promień. Gwiazda ma masę 1,5 masy Słońca i dobiega kresu obecności na ciągu głównym, gdy w jej jądrze zachodzą reakcje syntezy wodoru w hel. Ma ona koronę podobnie jak Słońce, w której temperatura sięga 3,7 mln K i która emituje promieniowanie rentgenowskie. Z nieznanych przyczyn jest stosunkowo bogata w azot i lit; rzadko zdarza się wzbogacenie widma w oba te pierwiastki jednocześnie.